# الدوري اللاتفي الممتاز
الدوري اللاتفي الممتاز (باللاتفية: Virslīga) هي الدرجة الممتازة لكرة القدم في لاتفيا، ويشارك في الدوري الممتاز 10 أندية. وتم تأسيسه في عام 1927.